# Prix Benois de la Danse
Il Prix Benois de la Dance (in italiano: Premio Benois della Danza) è una delle più prestigiose competizioni di balletto. Fondato dall'Associazione Internazionale della Danza nel 1991, ha luogo ogni anno attorno al 29 aprile ed è basato sul giudizio di una giuria. I membri di questa giuria cambiano ogni anno e sono solo personaggi importanti del balletto.

## Premio alla carriera
| Nome (Nazionalità)           | Anno | Paese       | Compagnia                                                           | Formazione                                                           |
| ---------------------------- | ---- | ----------- | ------------------------------------------------------------------- | -------------------------------------------------------------------- |
| Alicia Alonso                | 2000 | Cuba        | Ballet Nacional de Cuba New York City Ballet                        | Sociedad Pro-Arte Musical                                            |
| Rudi van Dantzig             | 2002 | Paesi Bassi | Het Nationale Ballet                                                | Anna Sybranda, Sonia Gaskell                                         |
| William Forsythe Stati Uniti | 2002 | Germania    | Balletto di Stoccarda                                               | Joffrey Ballet School                                                |
| Michail Baryšnikov Lettonia  | 2003 | Stati Uniti | American Ballet Theatre Balletto Mariinskij                         | Accademia di danza Vaganova                                          |
| Maurice Béjart               | 2003 | Francia     | Béjart Ballet Lausanne                                              | Scuola di danza dell'Opéra di Parigi                                 |
| Marina Semenova              | 2003 | Russia      | Balletto Bol'šoj Balletto Mariinskij                                | Accademia di danza Vaganova                                          |
| Trisha Brown                 | 2005 | Stati Uniti | Trisha Brown Dance Company                                          | Mills College                                                        |
| Hans van Manen               | 2005 | Paesi Bassi | Het Nationale Ballet                                                | Sonia Gaskell, Françoise Adret                                       |
| Mats Ek                      | 2006 | Svezia      | Cullberg Ballet                                                     |                                                                      |
| Laurent Hilaire              | 2007 | Francia     | Balletto dell'Opéra di Parigi                                       | Scuola di danza dell'Opéra di Parigi                                 |
| Fernando Alonso              | 2008 | Cuba        | Ballet Nacional de Cuba New York City Ballet                        |                                                                      |
| Peter Farmer                 | 2010 | Regno Unito |                                                                     |                                                                      |
| Ohad Naharin                 | 2010 | Israele     | Batsheva Dance Company                                              | Batsheva Dance Company, Juilliard School & School of American Ballet |
| Toer van Schayk              | 2011 | Paesi Bassi | Het Nationale Ballet                                                | Irail Gadescov, Sonia Gaskell                                        |
| Pierre Lacotte               | 2012 | Francia     | Balletto dell'Opéra di Parigi                                       | Scuola di danza dell'Opéra di Parigi                                 |
| John Neumeier Stati Uniti    | 2013 | Germania    | Balletto di Amburgo Balletto di Francoforte & Balletto di Stoccarda | Vera Volkova, Royal Ballet School                                    |
| Brigitte Lefèvre             | 2014 | Francia     | Balletto dell'Opéra di Parigi                                       | Scuola di danza dell'Opéra di Parigi                                 |
| Sylvie Guillem Francia       | 2015 | Regno Unito | Royal Ballet                                                        | Scuola di danza dell'Opéra di Parigi                                 |
| John Neumeier Stati Uniti    | 2016 | Germania    | Balletto di Amburgo                                                 | Vera Volkova, Royal Ballet School                                    |
| Edward Watson                | 2016 | Regno Unito | Royal Ballet                                                        | Royal Ballet School                                                  |
| Marcia Haydée                | 2017 | Brasile     | Ballet de Santiago                                                  | Royal Ballet School, Grand Ballet du Marquis de Cuevas (Monaco)      |
| Natalija Makarova            | 2018 | Russia      | Balletto Mariinskij                                                 | Vaganova Academy                                                     |
| Jiří Kylián                  | 2019 | Rep. Ceca   |                                                                     |                                                                      |

## Ballerine
| Nome (Nazionalità)           | Anno | Paese         | Compagnia                                                                   | Formazione                                                                                   |
| ---------------------------- | ---- | ------------- | --------------------------------------------------------------------------- | -------------------------------------------------------------------------------------------- |
| Nadežda Gračeva              | 1992 | Russia        | Balletto Bol'šoj                                                            | Kazakh Ballet School, Moscow State College of Choreography                                   |
| Isabelle Guérin              | 1993 | Francia       | Balletto dell'Opéra di Parigi                                               | Scuola di danza dell'Opéra di Parigi                                                         |
| Sylvie Guillem Francia       | 1994 | Regno Unito   | Royal Ballet                                                                | Scuola di danza dell'Opéra di Parigi                                                         |
| Galina Stepanenko            | 1995 | Russia        | Balletto Bol'šoj                                                            | Balletto Bol'šoj                                                                             |
| Dominique Khalfouni          | 1995 | Francia       | Ballet National de Marseille Balletto dell'Opéra di Parigi                  | Scuola di danza dell'Opéra di Parigi                                                         |
| Diana Višnëva                | 1996 | Russia        | Balletto Mariinskij                                                         |                                                                                              |
| Yulia Makhalina              | 1998 | Russia        | Balletto Mariinskij                                                         | Accademia di danza Vaganova                                                                  |
| Ulyana Lopatkina             | 1997 | Russia        | Balletto Mariinskij                                                         | Accademia di danza Vaganova                                                                  |
| Marie-Claude Pietragalla     | 1998 | Francia       | Balletto dell'Opéra di Parigi                                               | Scuola di danza dell'Opéra di Parigi                                                         |
| Élisabeth Platel             | 1999 | Francia       | Balletto dell'Opéra di Parigi                                               | Scuola di danza dell'Opéra di Parigi                                                         |
| Sue Jin Kang Corea del Sud   | 1999 | Germania      | Balletto di Stoccarda                                                       | Académie de Danse Classique in Monte Carlo                                                   |
| Julie Kent                   | 2000 | Stati Uniti   | American Ballet Theatre                                                     | Academy of the Maryland Youth Ballet, School of American Ballet                              |
| Alessandra Ferri             | 2000 | Italia        | Corpo di Ballo del Teatro alla Scala Royal Ballet & American Ballet Theatre | La Scala Theatre Ballet School                                                               |
| Aurélie Dupont               | 2002 | Francia       | Balletto dell'Opéra di Parigi                                               | Scuola di danza dell'Opéra di Parigi                                                         |
| Anastasija Voločkova         | 2002 | Russia        | Balletto Mariinskij                                                         | Accademia di danza Vaganova                                                                  |
| Lucía Lacarra Spagna         | 2003 | Germania      | Bayerisches Staatsballett                                                   | Víctor Ullate School of Danse                                                                |
| Alina Cojocaru Romania       | 2004 | Regno Unito   | Royal Ballet                                                                | Kiev State Ballet School                                                                     |
| Svetlana Zakharova Ucraina   | 2005 | Russia        | Balletto Mariinskij                                                         | Accademia di danza Vaganova                                                                  |
| Marie-Agnès Gillot           | 2005 | Francia       | Balletto dell'Opéra di Parigi                                               | Balletto dell'Opéra di Parigi                                                                |
| Ekaterina Kondaurova         | 2006 | Russia        | Balletto Mariinskij                                                         | Accademia di danza Vaganova                                                                  |
| Kim Joo-won                  | 2006 | Corea del Sud | Korea National Ballet                                                       | Balletto Bol'šoj                                                                             |
| Agnès Letestu                | 2007 | Francia       | Balletto dell'Opéra di Parigi                                               | Scuola di danza dell'Opéra di Parigi                                                         |
| Svetlana Lun'kina            | 2007 | Russia        | Balletto Bol'šoj                                                            | Balletto Bol'šoj                                                                             |
| Tamara Rojo Spagna           | 2008 | Regno Unito   | Royal Ballet Teatro San Carlo                                               | Madrid Royal Conservatory of Dance                                                           |
| Silvia Azzoni Italia         | 2008 | Germania      | Balletto di Amburgo                                                         | Baletna Skola, Balletto di Amburgo School                                                    |
| Natalia Osipova              | 2009 | Russia        | Balletto Bol'šoj                                                            | Balletto Bol'šoj                                                                             |
| Kirsty Martin                | 2009 | Australia     | Australian Ballet                                                           | Australian Ballet School                                                                     |
| Hélène Bouchet Francia       | 2010 | Germania      | Balletto di Amburgo                                                         | École supérieure de danse de Cannes Rosella Hightower, École Nationale de Danse de Marseille |
| Bernice Coppieters Belgio    | 2011 | Monaco        | Ballets de Monte-Carlo                                                      | Royal Ballet School of Flanders, Juilliard School                                            |
| Zhu Yan                      | 2011 | Cina          | Balletto Nazionale Cinese                                                   | Beijing Dance Academy                                                                        |
| Alina Cojocaru Romania       | 2012 | Regno Unito   | Royal Ballet Balletto di Amburgo                                            | Kiev State Ballet School                                                                     |
| Ol'ga Smirnova               | 2013 | Russia        | Balletto Bol'šoj                                                            | Accademia di danza Vaganova                                                                  |
| Polina Semionova Russia      | 2014 | Stati Uniti   | American Ballet Theatre                                                     | Balletto Bol'šoj                                                                             |
| Mariko Kida Giappone         | 2014 | Svezia        | Balletto Reale Svedese                                                      | San Francisco Ballet School                                                                  |
| Svetlana Zakharova Ucraina   | 2015 | Russia        | Balletto Bol'šoj                                                            | Accademia di danza Vaganova                                                                  |
| Alicia Amatriain Spagna      | 2016 | Germania      | Balletto di Stoccarda                                                       | John Cranko School                                                                           |
| Hannah O'Neill Nuova Zelanda | 2016 | Francia       | Balletto dell'Opéra di Parigi                                               | Australian Ballet School                                                                     |
| Ludmila Pagliero Argentina   | 2017 | Francia       | Balletto dell'Opéra di Parigi                                               | Instituto Superior de Arte of Teatro Colón                                                   |
| María Noel Riccetto          | 2017 | Uruguay       | Ballet Nacional Sodre                                                       | Uruguay National Ballet School                                                               |
| Sae Eun Park Corea del Sud   | 2018 | Francia       | Balletto dell'Opéra di Parigi                                               | Korea National Academy of Ballet                                                             |
| Elisa Carrillo Cabrera       | 2019 | Messico       | Staatsballett Berlin                                                        | Instituto Nacional de Bellas Artes y Literatura                                              |
| Ashley Bouder                | 2019 | Stati Uniti   | New York City Ballet                                                        | School of American Ballet                                                                    |
| Amandine Albisson            | 2021 | Francia       | Balletto dell'Opéra di Parigi                                               | Scuola di danza dell'Opéra di Parigi                                                         |
| Ekaterina Kr'īsanova         | 2021 | Russia        | Balletto Bol'šoj                                                            | Accademia statale di coreografia di Mosca                                                    |

## Ballerini
| Nome (Nazionalità)         | Anno | Paese       | Compagnia                                                                        | Formazione                                                     |
| -------------------------- | ---- | ----------- | -------------------------------------------------------------------------------- | -------------------------------------------------------------- |
| Julio Bocca                | 1992 | Argentina   | Ballet Argentino                                                                 | Instituto Superior de Arte of Teatro Colón                     |
| Alexander Kølpin           | 1992 | Danimarca   | Royal Danish Ballet                                                              | Royal Danish Ballet School                                     |
| Andrej Uvarov              | 1993 | Russia      | Balletto Bol'šoj                                                                 | Balletto Bol'šoj                                               |
| Sergei Filin               | 1994 | Russia      | Balletto Bol'šoj                                                                 | Balletto Bol'šoj                                               |
| Nicolas Le Riche           | 1995 | Francia     | Balletto dell'Opéra di Parigi                                                    | Balletto dell'Opéra di Parigi                                  |
| Irek Muchamedov Russia     | 1996 | Regno Unito | The Royal Ballet                                                                 | Balletto Bol'šoj                                               |
| Vladimir Derevianko Russia | 1996 | Germania    | Sächsischen Staatsoper Dresden                                                   | Balletto Bol'šoj                                               |
| Gregor Seyffert            | 1997 | Germania    | Komische Oper Berlin                                                             | Berlin State Ballet School                                     |
| Faruch Ruzimatov           | 1997 | Russia      | Balletto Mariinskij                                                              | Accademia di danza Vaganova                                    |
| Manuel Legris              | 1998 | Francia     | Balletto dell'Opéra di Parigi                                                    | Balletto dell'Opéra di Parigi School                           |
| Vladimir Malakhov Ucraina  | 1998 | Germania    | Balletto di Stoccarda                                                            | Balletto Bol'šoj                                               |
| Nikolay Tsiskaridze        | 1999 | Russia      | Balletto Bol'šoj                                                                 | Balletto Bol'šoj                                               |
| Jean-Guillaume Bart        | 2000 | Francia     | Balletto dell'Opéra di Parigi                                                    | Balletto dell'Opéra di Parigi                                  |
| Ángel Corella Spagna       | 2000 | Stati Uniti | American Ballet Theatre                                                          | Víctor Ullate School of Danse                                  |
| Jeffrey Gerodias           | 2002 | Stati Uniti | Alvin Ailey American Dance Theater                                               | Boston Conservatory, The Ailey School                          |
| Jiří Bubeníček Rep. Ceca   | 2002 | Germania    | Balletto di Amburgo                                                              | Prague Dance Conservatory                                      |
| Lukáš Slavický Rep. Ceca   | 2003 | Germania    | Balletto di Stato bavarese                                                       | Prague Dance Conservatory                                      |
| Laurent Hilaire            | 2004 | Francia     | Balletto dell'Opéra di Parigi                                                    | Balletto dell'Opéra di Parigi                                  |
| Lloyd Riggins Stati Uniti  | 2004 | Germania    | Balletto di Amburgo                                                              | Orlando Southern Ballet School                                 |
| Mathieu Ganio              | 2005 | Francia     | Balletto dell'Opéra di Parigi                                                    | Balletto dell'Opéra di Parigi                                  |
| Di Wang                    | 2006 | Cina        | Guangzhou Dance Company Nagoya International Ballet and Modern Dance Competition | Revolutionary Army of China Art College                        |
| Leonid Sarafanov           | 2006 | Russia      | Balletto Mariinskij Balletto dell'Opera di Stato di Vienna                       | Kiev State Ballet School                                       |
| Hervé Moreau               | 2007 | Francia     | Balletto dell'Opéra di Parigi                                                    | Balletto dell'Opéra di Parigi                                  |
| Marcelo Gomes Brasile      | 2008 | Stati Uniti | American Ballet Theatre                                                          | Helena Lobato and Dalal Aschcar Ballet Schools                 |
| Carlos Acosta Cuba         | 2008 | Regno Unito | The Royal Ballet Balletto Bol'šoj                                                | Cuban National Ballet School                                   |
| Ivan Vasiliev              | 2009 | Russia      | Balletto Bol'šoj                                                                 | Belarusian State Choreographic College                         |
| Joaquín De Luz Spagna      | 2009 | Stati Uniti | New York City Ballet                                                             | Víctor Ullate School of Danse                                  |
| David Hallberg             | 2010 | Stati Uniti | American Ballet Theatre                                                          | Ballet Arizona School                                          |
| Thiago Bordin Brasile      | 2010 | Germania    | Balletto di Amburgo                                                              | Mannheim Academy of Dance                                      |
| Fernando Romero            | 2011 | Spagna      | Lope de Vega Theatre                                                             | Manolo Marín Dance School (Academia de Bailie de Monolo Marin) |
| Rolando Sarabia Cuba       | 2011 | Stati Uniti | Miami City Ballet                                                                | Cuban National Ballet School                                   |
| Semën Čudin                | 2011 | Russia      | Stanislavsky Ballet Company                                                      | Novosibirsk State Ballet School                                |
| Mathias Heymann            | 2012 | Francia     | Balletto dell'Opéra di Parigi                                                    | Balletto dell'Opéra di Parigi                                  |
| Carsten Jung               | 2012 | Germania    | Balletto di Amburgo                                                              | Palucca School of Dance, The School of the Balletto di Amburgo |
| Alban Lendorf              | 2013 | Danimarca   | Royal Danish Ballet                                                              | Royal Danish Ballet School                                     |
| Vadim Muntagirov Russia    | 2013 | Regno Unito | English National Ballet                                                          | Perm Ballet School, Royal Ballet School                        |
| Herman Cornejo Argentina   | 2014 | Stati Uniti | American Ballet Theatre                                                          | Instituto Superior de Arte at Teatro Colón                     |
| Edward Watson              | 2015 | Regno Unito | The Royal Ballet                                                                 | Royal Ballet School                                            |
| Kimin Kim Corea del Sud    | 2016 | Russia      | Balletto Mariinskij                                                              | Korea National University of Arts                              |
| Hugo Marchand              | 2017 | Francia     | Balletto dell'Opéra di Parigi                                                    | Balletto dell'Opéra di Parigi                                  |
| Denis Rodkin               | 2017 | Russia      | Balletto Bol'šoj                                                                 | Moscow State Academic Dance Theatre of Dance Gzhel             |
| Isaac Hernández Messico    | 2018 | Regno Unito | English National Ballet                                                          | The Rock School for Dance Education                            |
| Vladislav Lantratov        | 2018 | Russia      | Balletto Bol'šoj                                                                 | Balletto Bol'šoj                                               |
| Vadim Muntagirov Russia    | 2019 | Regno Unito | The Royal Ballet                                                                 | Perm Ballet School, Royal Ballet School                        |
| Jesus Carmona              | 2021 | Spagna      | Freelance                                                                        | Institut de Teatre                                             |
| Hugo Marchand              | 2023 | Francia     | Balletto dell'Opéra di Parigi                                                    | Balletto dell'Opéra di Parigi\|}                               |

## Coreografi
| Nome (Nazionalità)                  | Anno | Paese       | Compagnia                                                            | Formazione                                                                                      |
| ----------------------------------- | ---- | ----------- | -------------------------------------------------------------------- | ----------------------------------------------------------------------------------------------- |
| John Neumeier Stati Uniti           | 1992 | Germania    | Balletto di Amburgo                                                  | Vera Volkova, Royal Ballet School                                                               |
| Jiří Kylián Rep. Ceca               | 1993 | Paesi Bassi | Nederlands Dans Theater                                              | Prague Dance Conservatory, Royal Ballet School                                                  |
| Roland Petit                        | 1994 | Francia     | Ballet National de Marseille Staatsoper Unter den Linden             | Scuola di danza dell'Opéra di Parigi                                                            |
| Angelin Preljocaj                   | 1995 | Francia     | Ballet Preljocaj Balletto dell'Opéra di Parigi                       | Schola Cantorum                                                                                 |
| Valentin Elizariev                  | 1996 | Bielorussia | National Academic Bolshoi Ballet of Belarus                          | Accademia di danza Vaganova                                                                     |
| Carolyn Carlson Stati Uniti         | 1998 | Francia     | Atelier de Paris-Carolyn Carlso Balletto dell'Opéra di Parigi        | San Francisco Ballet School                                                                     |
| Davide Bombana                      | 1998 | Italia      | Maggio Danza Company Bayerisches Staatsballett                       | La Scala Theatre Ballet School                                                                  |
| Jiří Kylián Rep. Ceca               | 1999 | Paesi Bassi | Nederlands Dans Theatre                                              | Prague Dance Conservatory, Royal Ballet School                                                  |
| Nacho Duato                         | 2000 | Spagna      | Spanish National Dance Company                                       | Rambert School, Maurice Béjart’s Mudra School, Alvin Ailey American Dance Theater               |
| David Dawson                        | 2003 | Regno Unito | Het Nationale Ballet                                                 | Royal Ballet School                                                                             |
| Édouard Lock                        | 2003 | Canada      | La La La Human Steps Balletto dell'Opéra di Parigi                   |                                                                                                 |
| Paul Lightfoot & Sol León           | 2004 | Paesi Bassi | Nederlands Dans Theatre                                              |                                                                                                 |
| Aleksej Ratmanskij                  | 2005 | Russia      | Balletto Bol'šoj Royal Danish Ballet                                 | Balletto Bol'šoj                                                                                |
| Boris Eifman                        | 2006 | Russia      | Boris Eifman Ballet St Petersburg Ballet Theatre                     | Saint Petersburg Conservatory                                                                   |
| Martin Schläpfer Svizzera           | 2007 | Germania    | Ballet Mainz                                                         | Royal Ballet School                                                                             |
| Jean-Christophe Maillot Francia     | 2008 | Monaco      | Ballets de Monte-Carlo                                               | École supérieure de danse de Cannes Rosella Hightower                                           |
| Wayne McGregor                      | 2009 | Regno Unito | Royal Ballet                                                         | José Limón School                                                                               |
| José Martínez Spagna                | 2009 | Francia     | Balletto dell'Opéra di Parigi                                        | École supérieure de danse de Cannes Rosella Hightower, Scuola di danza dell'Opéra di Parigi     |
| Sidi Larbi Cherkaoui e Damien Jalet | 2011 | Belgio      | Eastman Company                                                      | Performing Arts Research and Training Studios Institut National Supérieur des Arts du Spectacle |
| Jorma Elo Finlandia                 | 2011 | Stati Uniti | Boston Ballet Vienna State Opera Ballet, Stanislavsky Ballet Company | Finnish National Ballet School, Vaganova Academy                                                |
| Lar Lubovitch                       | 2012 | Stati Uniti | Lar Lubovitch Dance Company                                          | Juilliard School                                                                                |
| Hans van Manen                      | 2013 | Paesi Bassi | Het Nationale Ballet                                                 | Sonia Gaskell, Françoise Adret                                                                  |
| Christopher Wheeldon                | 2013 | Regno Unito | Royal Ballet                                                         | Royal Ballet School                                                                             |
| Aleksej Ratmanskij Russia           | 2014 | Stati Uniti | American Ballet Theatre                                              | Balletto Bol'šoj                                                                                |
| Christopher Wheeldon                | 2015 | Regno Unito | Royal Ballet                                                         | Royal Ballet School                                                                             |
| Inger Johan Svezia                  | 2016 | Germania    | Nederlands Dans Theater                                              | Royal Swedish Ballet School & National Ballet School of Canada                                  |
| Yuri Possokhov                      | 2016 | Russia      | Balletto Bol'šoj                                                     | Balletto Bol'šoj                                                                                |
| Crystal Pite                        | 2017 | Canada      | Kidd Pivot Balletto dell'Opéra di Parigi                             | The School of Toronto Dance Theatre                                                             |
| Deborah Colker                      | 2018 | Brasile     | Deborah Colker Company                                               |                                                                                                 |
| Yuri Possokhov                      | 2018 | Russia      | Balletto Bol'šoj                                                     | Balletto Bol'šoj                                                                                |
| Yuri Possokhov                      | 2018 | Russia      | Joffrey Ballet                                                       | Balletto Bol'šoj                                                                                |